# Aigües
Aigües (em valenciano) ou Águas de Busot (em castelhano) é um município da Espanha na província de Alicante, Comunidade Valenciana. Tem 18,47 km² de área e em 2021 tinha 1 049 habitantes (densidade: 56,8 hab./km²).

## Demografia
| Variação demográfica do município entre 1991 e 2004 | Variação demográfica do município entre 1991 e 2004 | Variação demográfica do município entre 1991 e 2004 | Variação demográfica do município entre 1991 e 2004 |
| --------------------------------------------------- | --------------------------------------------------- | --------------------------------------------------- | --------------------------------------------------- |
| 1991                                                | 1996                                                | 2001                                                | 2004                                                |
| 544                                                 | 541                                                 | 737                                                 |                                                     |